# Neer dosa

El neer dosa (tulu ನೀರ್ ದೋಸೆ) es un plato preparado con arroz. Es un tipo de dosa, que es un plato indio. El neer dosa es un plato único de la región de Tulu Nadu (neer significa ‘agua’ en tulu). El neer dosa se prepara moliendo arroz remojado en agua para obtener un rebozado acuoso al que se añade sal. Este rebozado se vierte en una plancha (tawa) formando círculos, que se retiran cuando la parte superior se seca. El neer dosa se come con chutney y sambhar, y a veces con panela mezclada con coco rallado.

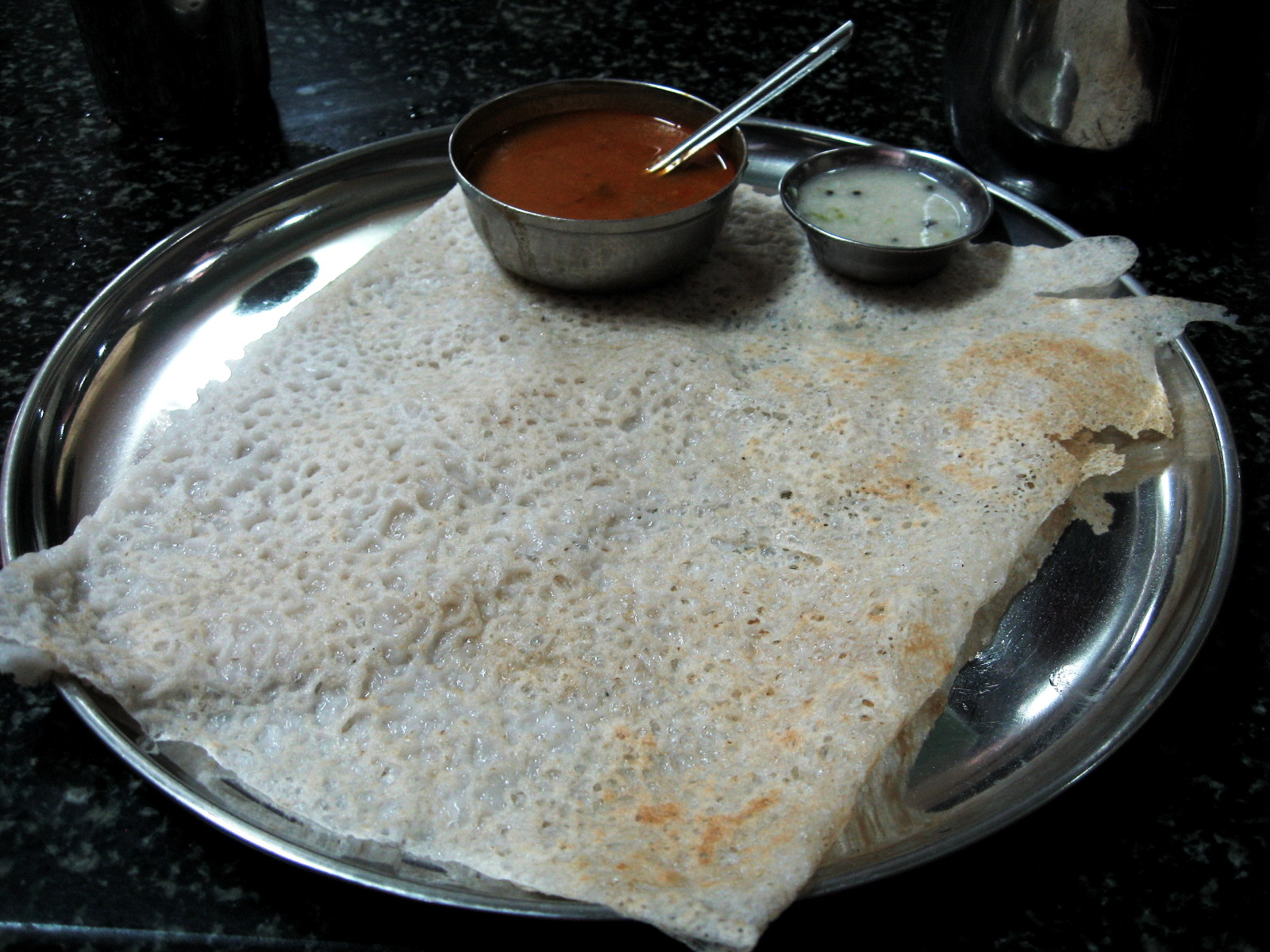
Neer dosa.